# Ariomma
Ariomma es un género de peces marinos de la familia de los Ariommatidae y del orden de los Perciformes, distribuidos en aguas del océano Atlántico, océano Índico y océano Pacífico.

## Especies
Existen 7 especies de este género, de acuerdo con FishBase:
- Ariomma bondi Fowler, 1930 - Pastorcillo lucía o Arioma lucía.
- Ariomma brevimanum (Klunzinger, 1884)
- Ariomma indicum (Day, 1871) - Arioma índica.
- Ariomma luridum Jordan y Snyder, 1904
- Ariomma melanum (Ginsburg, 1954) - Pastorcillo café o Arioma parda.
- Ariomma parini Piotrovsky, 1987
- Ariomma regulus (Poey, 1868) - Pastorcillo aquillado o Arioma pintada.

Además de una especie extinta del Oligoceno:
- † Ariomma astridae Hoedemakers y Schneider, 2016